# Бхакра

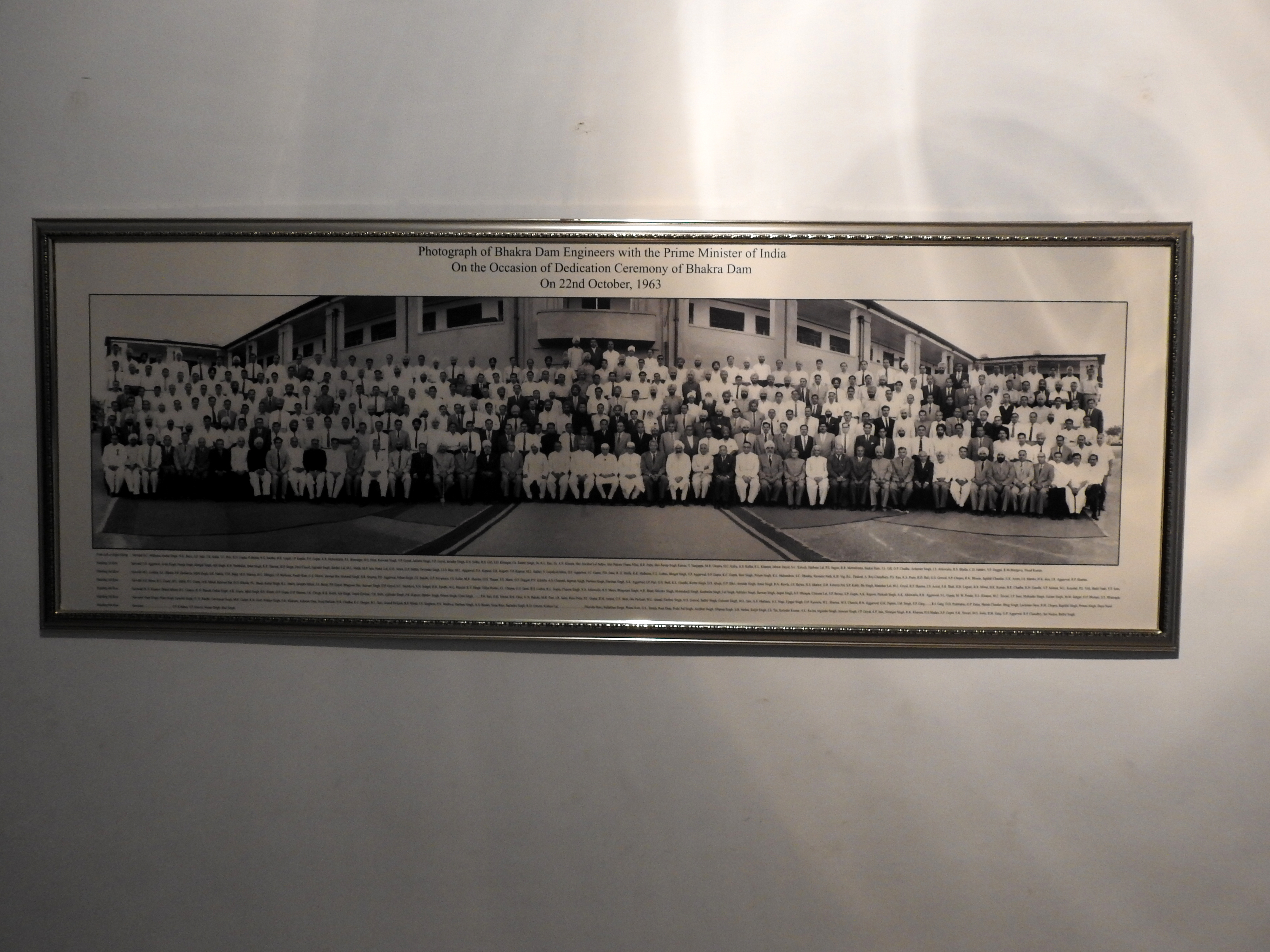
Pt. Jawaharlal Nehru with group of engineers who constructed Bhakra Dam 03

Гребля Бха́кра-На́нґал (англ. Bhakra Nangal Dam) — бетонна гребля на річці Сатледж біля межі між індійськими штатами Пенджаб і Хімачал-Прадеш.
Власне гребля розташована біля селища Бхакра в регіоні Біласпур штату Хімачал-Прадеш і є найбільшою за висотою в Азії й навищою (її висота становить 225,5 м) гравітаціною греблею у світі. Довжина греблі (по дорозі наверху) становить 518,25 м, ширина біля основи — 304,84 м. Її водосховище, відоме як Ґобінд-Саґар, зберігає до 9340 млн м³ води, її довжина 90 км, площа — 168,35 км². Це друге за об'ємом води водосховище в країні, після водосховища Індіра-Саґар. Він забезпечує водою частини Чандіґарха, Хар'яни, Пенджаба й Делі.